# Космос-1408
Космос-1408 — радянський супутник радіоелектронної розвідки, який був знищений Росією в ході випробувань її протисупутникової зброї і створив хмару уламків, небезпечних для інших космічних апаратів.
Супутник був запущений 16 вересня 1982 року і вийшов на низьку навколоземну орбіту, замінивши «Космос-1378» у системі військових супутників радіоелектронної розвідки «Цілина-Д». Він працював близько двох років, потім став неактивним, але залишився на орбіті.
Під час випробування російської протисупутникової зброї 15 листопада 2021 року супутник було знищено, що призвело до утворення космічного сміття на орбітах висотою від 300 до 1100 км над поверхнею Землі, яке тепер становить ризик зіткнення з МКС та іншими космічними апаратами. Загроза зіткнення з уламками змусила екіпаж МКС ховатися в евакуаційних капсулах під час перших кількох проходів хмари уламків.

## Призначення
З 1965 по 1967 роки радянське КБ «Південне» розробило дві супутникові системи радіоелектронної розвідки — «Цілина-О» для широких спостережень і «Цілина-Д» для детальних спостережень. Супутники для «Цілини» вперше були випробувані під позначенням «Космос» у 1962–65 роках. Радянське міністерство оборони не змогло переконати різні частини радянської армії зробити вибір між двома системами, тому на озброєння були прийняті і «Цілина-О», і «Цілина-Д». Перший супутник «Цілини-О» був запущений в 1970 році. Через затримки з розробкою супутників та проблеми з бюджетом «Цілині-Д» знадобилося більше часу для введення в експлуатацію. Повністю система «Цілина» запрацювала в 1976 році. Постійне вдосконалення супутникових систем призвело до того, що в 1984 році «Цілина-О» була вимкнута, а всі можливості двох супутникових систем були об'єднані в «Цілині-Д».

## Запуск і використання

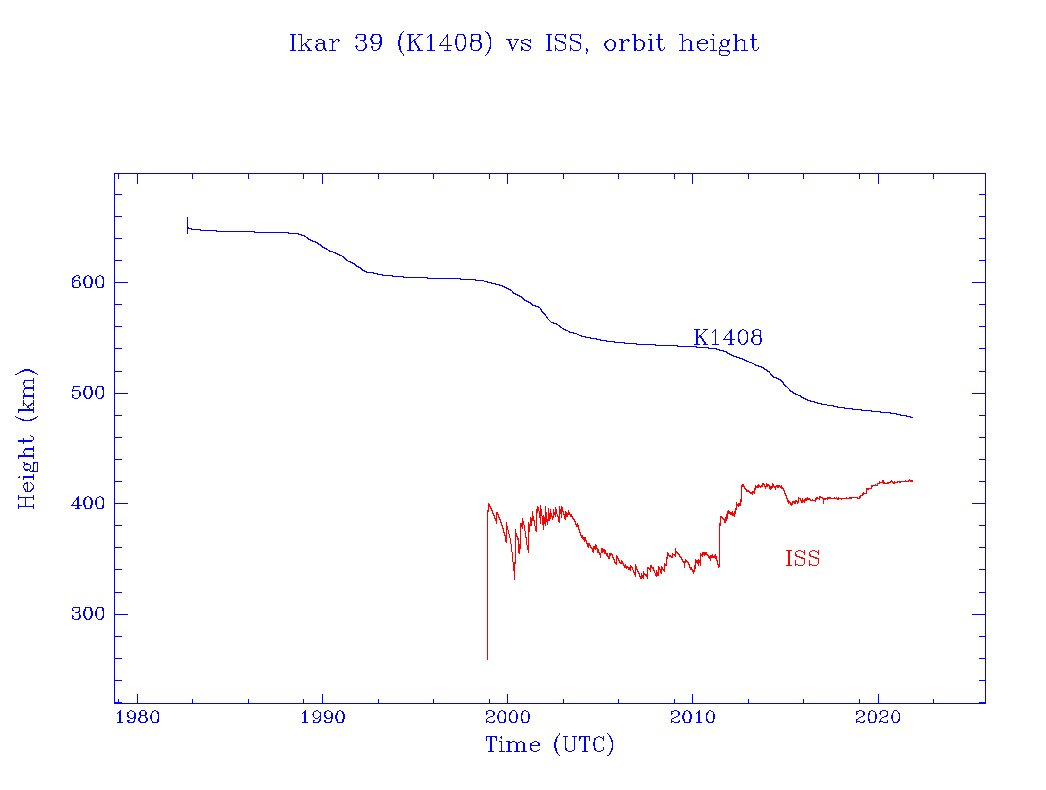
Розпад орбіти Космосу-1408 з 1980 року у порівнянні з орбітою МКС

Космос-1408 входив до складу системи «Цілина-Д». Він мав масу близько 1750 кг і радіус близько 2,5 м. Вважається, що він замінив «Космос-1378» у системі «Цілина», оскільки був запущений на подібну орбітальну площину.
Космос-1408 був запущений ракетою-носієм «Циклон-3» 16 вересня 1982 року з майданчика 32/2 на космодромі Плесецьк. Він був виведений на низьку навколоземну орбіту з перигеєм 645 км, апогеєм 679 км і нахилом 82,5°. Його орбітальний період становив 97,8 хвилин.
Очікуваний строк служби супутника становив близько шести місяців, але він пропрацював близько двох років. Супутник не міг примусово зійти з орбіти після завершення роботи, оскільки він не мав силової установки. Згодом його орбіта повільно знижувалася через опір термосфери.

## Руйнування

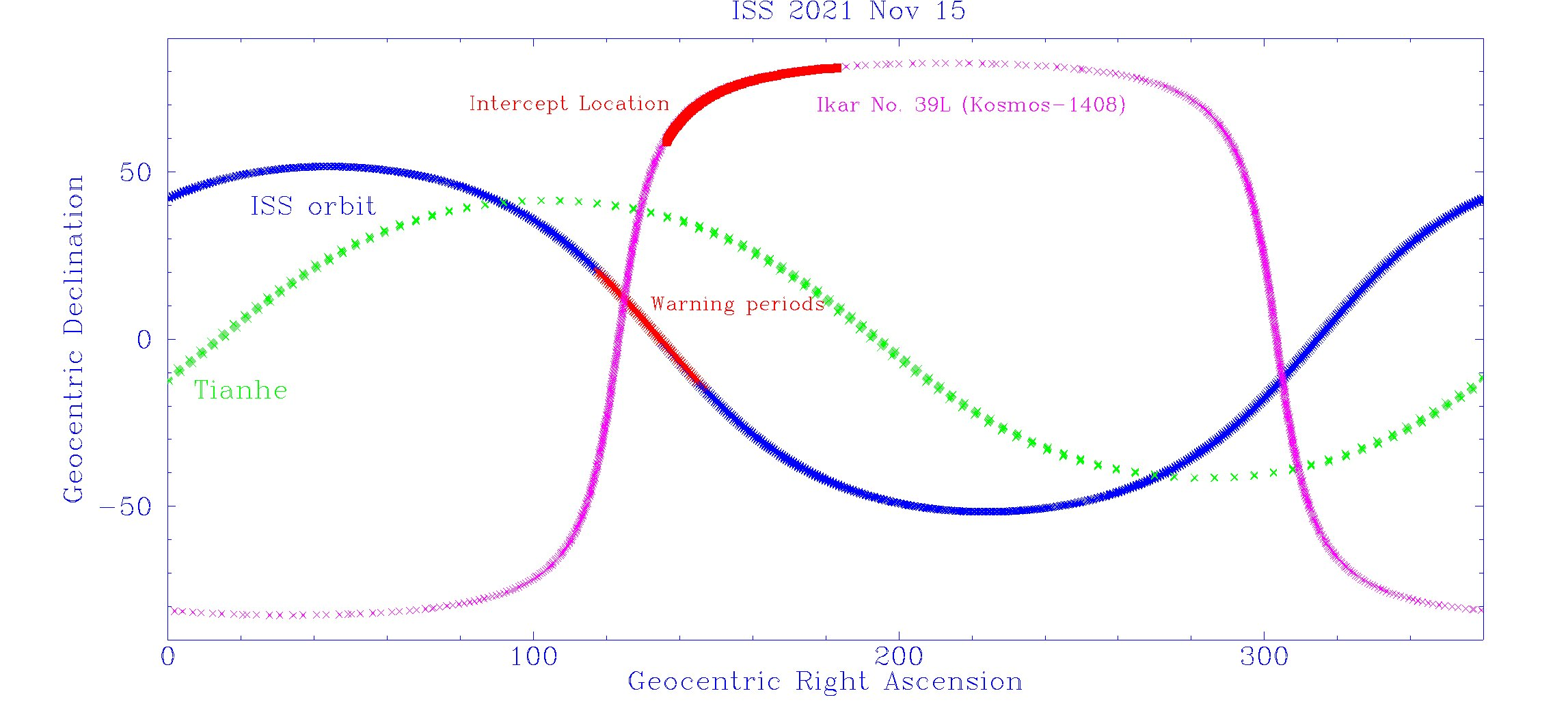
Періоди небезпеки, коли орбіти МКС і «Космос-1408» перетиналися

15 листопада 2021 року близько 02:50 UTC супутник було знищено в рамках випробування Росією протисупутникової зброї. Близько 02:45 UTC з космодрому Плесецьк було запущено протисупутникову ракету прямого підйому А-235 «Нудоль». Система проходила випробування з 2014 року, але це був перший супутник, який вона вразила. Договір про космос, який ратифікувала Росія, забороняє деякі види військової діяльності в космосі, але не протисупутникові ракети з використанням звичайних боєголовок.
Знищення супутника та ракети породило хмару космічного сміття, яка загрожувала Міжнародній космічній станції. Семи членам екіпажу на борту МКС (чотирьом американцям, двом росіянам та одному німцю) було наказано одягнути скафандри і сховатися в рятувальних капсулах, щоб вони могли швидко повернутися на Землю в разі зіткнення МКС з уламками. Орбіта супутника була приблизно на 50 кілометрів вища, ніж орбіта МКС, причому уламки перетинали орбіту МКС кожні 93 хвилини.
Виходячи з оцінки ризику зіткнення з уламками, екіпаж укрився лише під час другого та третього проходів через поле уламків. Зіткнень уламків зі станцією зареєстровано не було, але вважалося, що ризик потенційного зіткнення зріс у п'ять разів протягом наступних тижнів і місяців, а довгостроковий ризик подвоївся. У червні 2022 року МКС довелося маневрувати, щоб уникнути уламка супутника. Уламки також можуть становити загрозу для інших супутників на низькій навколоземній орбіті. Кілька супутників Starlink виконували орбітальні маневри, щоб зменшити ризик зіткнення з уламками. 18 січня 2022 року один уламок пройшов на відстані всього 14,5 м від наукового супутника «Tsinghua».
15 листопада 2021 року Державний департамент США повідомив, що виявив близько 1500 уламків, які можна відстежити наземним радаром, і сотні тисяч інших, які важче відстежити. Того ж дня розпад супутника незалежно підтвердили Numerica Corporation і Slingshot Aerospace. Станом на 16 листопада уламки оберталися на висоті від 440 до 520 км. До 17 листопада 2021 року діапазон висот вже становив від 300 до 1100 км.
18 листопада 2021 року комерційна трекінгова компанія LeoLabs виявила близько 300 фрагментів і оцінила, що загалом було близько 1500 фрагментів, які можна було відстежити з Землі. Вони дійшли висновку, що це менше, ніж в інших протисупутникових випробуваннях, отже уламки мають більшу масу і залишатимуться на орбіті довше. Вони припустили, що кількість уламків може бути меншою, ніж очікувалося, оскільки зіткнення протисупутникової ракети з супутником відбулось на відносно невисокій швидкості. Станом на 21 грудня LeoLabs відстежувала близько 500 уламків, у тому числі кілька великих предметів, які, як вважають, є сонячними батареями, антенами та несучими елементами супутника.
Низька висота орбіти призводить до відносно швидкого розпаду рою уламків. Станом на лютий 2023 року, із початкових 1790 уламків на орбіті залишались тільки 300 (17 %). Підвищення сонячної активності під час 25-ого сонячного циклу призводить до того, що уламки розкладаються швидше, ніж зазвичай.

## Реакції
Державний департамент США звинуватив Росію у навмисному знищенні свого супутника і заявив, що це було «небезпечно та безвідповідально». 15 листопада міністр закордонних справ Росії Сергій Лавров заявив, що немає ніякого ризику для МКС і взагалі для мирного використання космосу. 16 листопада російський міністр оборони Сергій Шойгу визнав, що знищення супутника сталося через випробування російської ракети, але стверджував, що це не становить загрози для будь-якої космічної діяльності.
Адміністратор NASA Білл Нельсон заявив, що: «З її довгою і легендарною історією польотів людини в космос неможливо уявити, щоб Росія поставила під загрозу не тільки американських і міжнародних астронавтів-партнерів на МКС, але й своїх власних космонавтів», і «дії є безрозсудними і небезпечними, загрозливий також [sic] для китайської космічної станції».
Американський аналітичний центр Secure World Foundation закликав Сполучені Штати, Росію, Китай та Індію оголосити односторонній мораторій на подальші випробування своєї протисупутникової зброї.